# Lorenzo Mora
Lorenzo Mora (Carpi, 30 de septiembre de 1998) es un deportista italiano que compite en natación, especialista en el estilo espalda.
Ganó once medallas en el Campeonato Mundial de Natación en Piscina Corta entre los años 2021 y 2024, y seis medallas en el Campeonato Europeo de Natación en Piscina Corta, en los años 2021 y 2023.

## Palmarés internacional
| Campeonato Mundial en Piscina Corta | Campeonato Mundial en Piscina Corta | Campeonato Mundial en Piscina Corta | Campeonato Mundial en Piscina Corta |
| Año                                 | Lugar                               | Medalla                             | Prueba                              |
| ----------------------------------- | ----------------------------------- | ----------------------------------- | ----------------------------------- |
| 2021                                | Abu Dabi (EAU)                      | Medalla de oro                      | 4 × 100 m estilos                   |
| 2021                                | Abu Dabi (EAU)                      | Medalla de plata                    | 50 m espalda                        |
| 2021                                | Abu Dabi (EAU)                      | Medalla de bronce                   | 4 × 50 m estilos                    |
| 2021                                | Abu Dabi (EAU)                      | Medalla de bronce                   | 4 × 50 m estilos mixto              |
| 2022                                | Melbourne (Australia)               | Medalla de oro                      | 4 × 50 m estilos                    |
| 2022                                | Melbourne (Australia)               | Medalla de plata                    | 100 m espalda                       |
| 2022                                | Melbourne (Australia)               | Medalla de plata                    | 4 × 50 m estilos mixto              |
| 2022                                | Melbourne (Australia)               | Medalla de bronce                   | 200 m espalda                       |
| 2022                                | Melbourne (Australia)               | Medalla de bronce                   | 4 × 100 m estilos                   |
| 2024                                | Budapest (Hungría)                  | Medalla de plata                    | 200 m espalda                       |
| 2024                                | Budapest (Hungría)                  | Medalla de bronce                   | 4 × 100 m estilos                   |
| Campeonato Europeo en Piscina Corta |                                     |                                     |                                     |
| Año                                 | Lugar                               | Medalla                             | Prueba                              |
| 2021                                | Kazán (Rusia)                       | Medalla de plata                    | 200 m espalda                       |
| 2023                                | Otopeni (Rumania)                   | Medalla de oro                      | 200 m espalda                       |
| 2023                                | Otopeni (Rumania)                   | Medalla de oro                      | 4 × 50 m estilos                    |
| 2023                                | Otopeni (Rumania)                   | Medalla de oro                      | 4 × 50 m estilos mixto              |
| 2023                                | Otopeni (Rumania)                   | Medalla de bronce                   | 50 m espalda                        |
| 2023                                | Otopeni (Rumania)                   | Medalla de bronce                   | 100 m espalda                       |